# Roger McGough
Roger McGough CBE (* 9. November 1937 in Liverpool, Merseyside) ist ein britischer Dichter, Dramatiker, Musiker, Komiker und Performancekünstler.

## Biografie

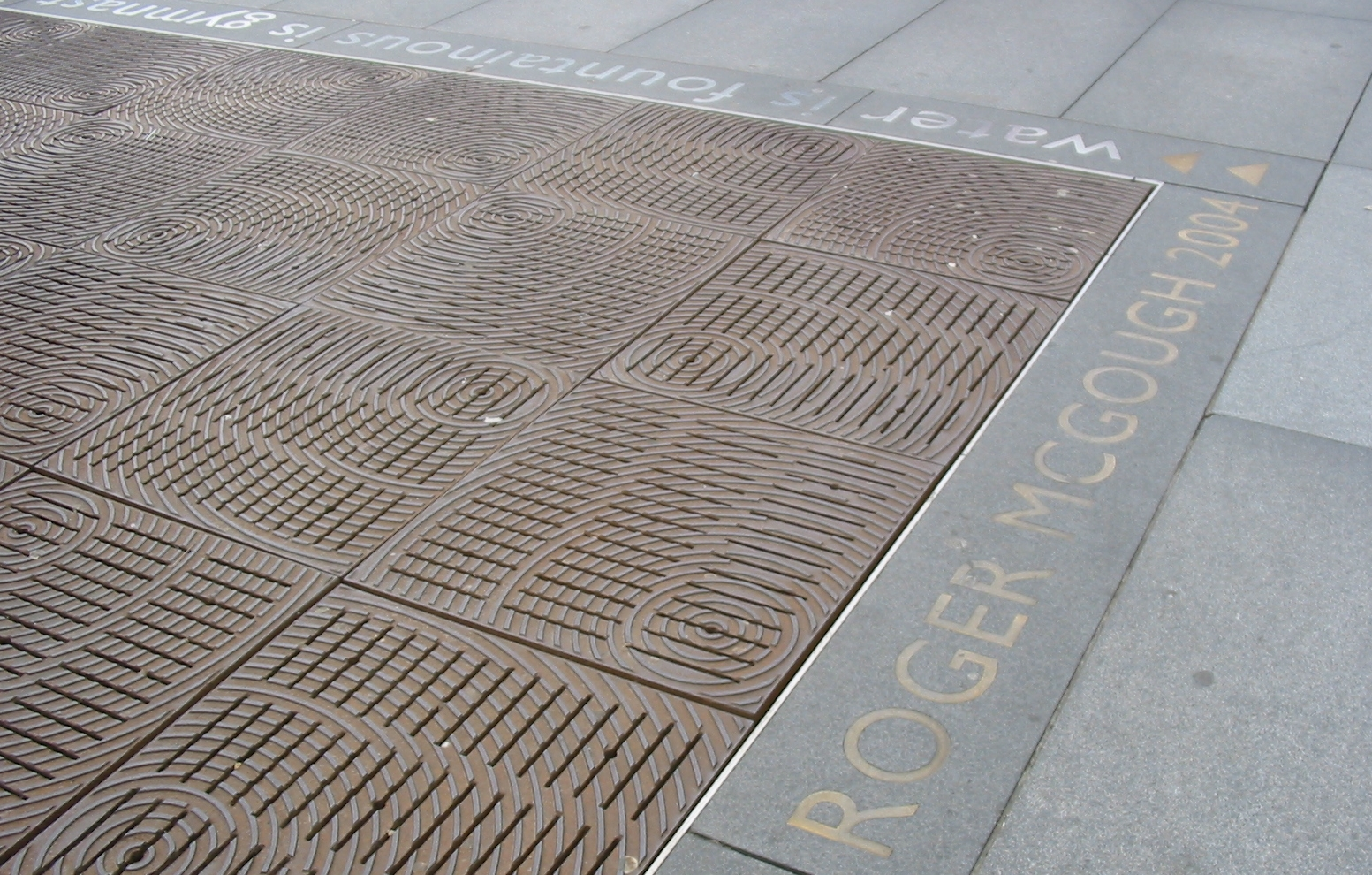
Skulptur mit Gedichten Roger McGoughs zum Thema Wasser in Liverpool (2004)

Nach dem Schulbesuch studierte er an der University of Hull und war anschließend als Lehrer sowie Lecturer an einer Kunstschule tätig.
Anfang der 1960er Jahre gründete er mit John Gorman und Mike McGear die Komikergruppe The Scaffold, die Ende der 1960er auch mit mehreren Musiktiteln erfolgreich in den Charts platziert war. Der erfolgreichste dieser Titel war neben „Thank U Very Much“, „Do You Remember“, „Gin Gan Goolie“ und „Liverpool Lou“ sicherlich „Lily the Pink“, der 1968 24 Wochen in den britischen Charts und davon vier Wochen Nummer-eins-Hit war. Dabei teilte er sich die düsteren selbstironischen Witze und Wortspiele mit der leicht pubertären Lust zu schockieren, die auch John Lennon bei Interviews mit The Beatles gebrauchte. Das 1968 erschienene Album McGough and McGear wurde von Paul McCartney produziert.
Seine ersten Gedichte erschienen 1967 zusammen mit Werken von Brian Patten und Adrian Henri in dem außergewöhnlich erfolgreichen zehnten Band von Penguin Modern Poets 10 unter dem Titel The Mersey Sound und gehörte damit neben Henri und Patten zu den sogenannten „Liverpool Poets“. Der Band war so erfolgreich, dass er 1974 und 1983 in erweiterten Neuauflagen erschien.
Anders als Patten und Henri war er jedoch eher der „Straßendichter“, der den Rhythmus der Sprache in einer neugierig-subversiven Art benutzte. Diese Schreibweise wurde bereits in den 1967 um Gedichte erweiterten Romanen Frinck, A Life in the Day of und Summer with Monika erstmals benutzt und später in den Anthologien Gig (1973), In the Glassroom (1976) und Waving At Trains (1982). Sein Gedicht „Icarus Allsorts“ ist ein bekanntestes Werk über die mythologische Figur des Ikarus in der Populärkultur.
Ab 1972 war er mit John Gorman, Andy Roberts, Mike McGear, Neil Innes und Vivian Stanshall ein Teil der Comedytruppe und Band Grimms, wobei sich der Name aus den Anfangsbuchstaben der sechs Nachnamen zusammensetzte.
McGough hat daneben zahlreiche Theaterstücke, die oftmals auch Musik enthielten, geschrieben. Nach einem weiteren Roman mit dem Titel Defying Gravity (1992) veröffentlichte er aber auch eine Reihe von Kinderbüchern wie The Magic Fountain (1995), Until I met Dudley (1997) und The Way Things Are (1999).
Für seine Verdienste um die britische Literatur und Kultur wurde ihm 1997 der Order of the British Empire verliehen. 1998 gehörte er zu den Trägern des von der Society of Authors verliehenen Cholmondeley Award. 2004 wurde er Commander des Order of the British Empire.
Neben einer weiteren Tätigkeit als Fellow an der Liverpool John Moores University wurde er später auch Vizepräsident der Poetry Society.